# Dusona levibasis
Dusona levibasis là một loài tò vò trong họ Ichneumonidae.